# Kralj (šah)
Kralj je naziv za šahovsku figuru, koje postoje dvije na šahovskoj ploči, jedna je bijela, a jedna crna.
Kralj u partiji šaha ima dva moguća načina kretanja:
1. jedno polje u bilo koju stranu (ako mu put nije zapriječen)
2. rokada ili rošada (istovremeno pomicanje kralja i topa – ako im je to prvi potez, i ako im put nije zapriječen)